# زاکان (درگزین)
زاکان، روستایی در دهستان درگزین سفلی بخش مرکزی شهرستان درگزین در استان همدان ایران است.

## جمعیت
بر پایه سرشماری عمومی نفوس و مسکن در سال ۱۳۹۵، جمعیت این روستا برابر با ۱۲۱ نفر (۳۰ خانوار) بوده‌است.